# Valley Junction (Oregon)
Valley Junction az Amerikai Egyesült Államok északnyugati részén, Oregon állam Polk megyéjében elhelyezkedő önkormányzat nélküli település.
Egykor erre vezetett a Willamina and Grand Ronde Railway vasúti szárnyvonala.